# 彌富市
彌富市（日语：／ Yatomi shi */?）是位於日本愛知縣西部的城市，轄區位於木曾川下游左岸與日光川之間的沖積平原，也包括許多過去以圍墾取得的土地。
轄區的南端東側為名古屋港的鍋田碼頭及彌富碼頭，為名古屋港港區的一部分，主要負責處理來自中國、韓國、東南亞的貨櫃，每年處理貨櫃數量超過一百萬個。

## 人口
由於位於名古屋市和三重縣四日市市之間，又同時有關西本線、尾西線、名古屋線三條鐵路通過，因此在北部的車站周邊區域現已成為兩地的通勤城鎮，自1960年代開始至今，人口也因而持續成長。
| 彌富市人口分布圖 |                                               |  |
| 彌富市與日本全國年齡別人口分布比較圖 （2005年資料） | 彌富市的年齡、男女別人口分布圖 （2005年資料） |  |
| ■紫色是彌富市 ■綠色是全国 | ■藍色是男性 ■紅色是女性                       |  |
| 彌富市人口變化 \| 1970年 \| 27,311人 \| \| \| 1975年 \| 32,714人 \| \| \| 1980年 \| 36,457人 \| \| \| 1985年 \| 37,614人 \| \| \| 1990年 \| 38,971人 \| \| \| 1995年 \| 41,309人 \| \| \| 2000年 \| 42,179人 \| \| \| 2005年 \| 42,575人 \| \| \| 2010年 \| 43,272人 \| \| \| 2015年 \| 43,269人 \| \| \| 2020年 \| 43,025人 \| \| |                                               |  |
| 資料來源：日本總務省統計中心提供之人口普查數據 |                                               |  |
| 1970年 | 27,311人                                      |  |
| 1975年 | 32,714人                                      |  |
| 1980年 | 36,457人                                      |  |
| 1985年 | 37,614人                                      |  |
| 1990年 | 38,971人                                      |  |
| 1995年 | 41,309人                                      |  |
| 2000年 | 42,179人                                      |  |
| 2005年 | 42,575人                                      |  |
| 2010年 | 43,272人                                      |  |
| 2015年 | 43,269人                                      |  |
| 2020年 | 43,025人                                      |  |

## 歷史
彌富市現在的位置大約在12世紀以後才因為木曾川帶來的河砂堆積而形成數個小島，在令制國時代屬於尾張國海西郡，17世紀江戶時代後又進行的大規模的圍墾而形成了陸地，在江戶時代此地是尾張藩的領地，並開始發展海苔養殖及金魚養殖，其中海苔曾獲得尾張藩主給予「蓬莱海苔」之稱號，而金魚養殖業也開創了「彌富金魚」的品牌。
19世紀末實施廢藩置縣後屬於名古屋縣，在1872年的第一次府縣整併中被劃入新整併而成的名古屋縣，而名古屋縣在四個月後更名為愛知縣。
1889年日本實施町村制，設立了彌富村，最初的彌富村位於現在的彌富市北部，而現在的彌富市其他區域在當時還分屬市腋村、東市江村、十四山村、寶地村、大藤村、兩國村六個行政區劃；彌富村先是在1903年升格為彌富町，並在1906年與周邊的市腋村、東市江村、十四山村、寶地村、大藤村、兩國村重新整併為位於西北側的彌富町、位於南側的鍋田村、位於東北側的市江村、位於東側的十四山村四個行政區劃。
1950年代日本政府推動昭和大合併，彌富町、鍋田村和市江村的部分區域在1955年再次合併成為第三代彌富町，此期間還一度與同樣位於木曾川河口左岸但屬於三重縣的木曾岬村達成合併的共識，但由於跨縣合併需要雙方縣議會的同意，此項決議在三重縣議會內引起極大的爭議，當時在木曾岬村內其實也未能達成一致的共識，甚至造成村議會遭到解散，最終此合併案在1959年遭到取消。
2000年代日本政府再次推動平成大合併，位於東側的十四山村因而在2006年併入彌富町，由於合併後的彌富町達到升格為市的條件，因而彌富町也在同一天升格成為彌富市。

### 變遷表
| 1889年10月1日               | 1889年 - 1944年             | 1945年 - 1954年             | 1955年 - 1989年                      | 1989年 - 現在                        | 現在                      |
| --------------------------- | --------------------------- | --------------------------- | ------------------------------------ | ------------------------------------ | ------------------------- |
| 飛島村                      | 1906年7月1日 合併為飛島村   | 1906年7月1日 合併為飛島村   | 1906年7月1日 合併為飛島村            | 1906年7月1日 合併為飛島村            | 1906年7月1日 合併為飛島村 |
| 寶地村                      | 1906年7月1日 合併為飛島村   | 1906年7月1日 合併為飛島村   | 1906年7月1日 合併為飛島村            | 1906年7月1日 合併為飛島村            | 1906年7月1日 合併為飛島村 |
| 1906年7月1日 合併為十四山村 | 1906年7月1日 合併為十四山村 | 1906年7月1日 合併為十四山村 | 2006年4月1日 併入彌富町 改制為彌富市 | 2006年4月1日 併入彌富町 改制為彌富市 |                           |
| 1906年7月1日 合併為十四山村 | 1906年7月1日 合併為十四山村 | 1906年7月1日 合併為十四山村 | 2006年4月1日 併入彌富町 改制為彌富市 | 2006年4月1日 併入彌富町 改制為彌富市 | 十四山村                  |
| 1906年7月1日 合併為市江村   | 1906年7月1日 合併為市江村   | 1955年4月1日 合併為佐屋町   | 2005年4月1日 合併為愛西市            | 2005年4月1日 合併為愛西市            |                           |
| 1906年7月1日 合併為市江村   | 1906年7月1日 合併為市江村   | 1955年4月1日 合併為佐屋町   | 2005年4月1日 合併為愛西市            | 2005年4月1日 合併為愛西市            | 東市江村                  |
| 1906年7月1日 合併為市江村   | 1906年7月1日 合併為市江村   | 市腋村                      | 1955年4月1日 合併為彌富町            | 2006年4月1日 彌富市                  | 2006年4月1日 彌富市       |
| 1906年7月1日 合併為彌富町   |                             | 市腋村                      | 1955年4月1日 合併為彌富町            | 2006年4月1日 彌富市                  | 2006年4月1日 彌富市       |
| 彌富村                      |                             |                             | 1955年4月1日 合併為彌富町            | 2006年4月1日 彌富市                  | 2006年4月1日 彌富市       |
| 1906年7月1日 合併為鍋田村   |                             |                             | 1955年4月1日 合併為彌富町            | 2006年4月1日 彌富市                  | 2006年4月1日 彌富市       |
| 大藤村                      |                             |                             | 1955年4月1日 合併為彌富町            | 2006年4月1日 彌富市                  | 2006年4月1日 彌富市       |
| 兩國村                      |                             |                             | 1955年4月1日 合併為彌富町            | 2006年4月1日 彌富市                  | 2006年4月1日 彌富市       |

## 交通

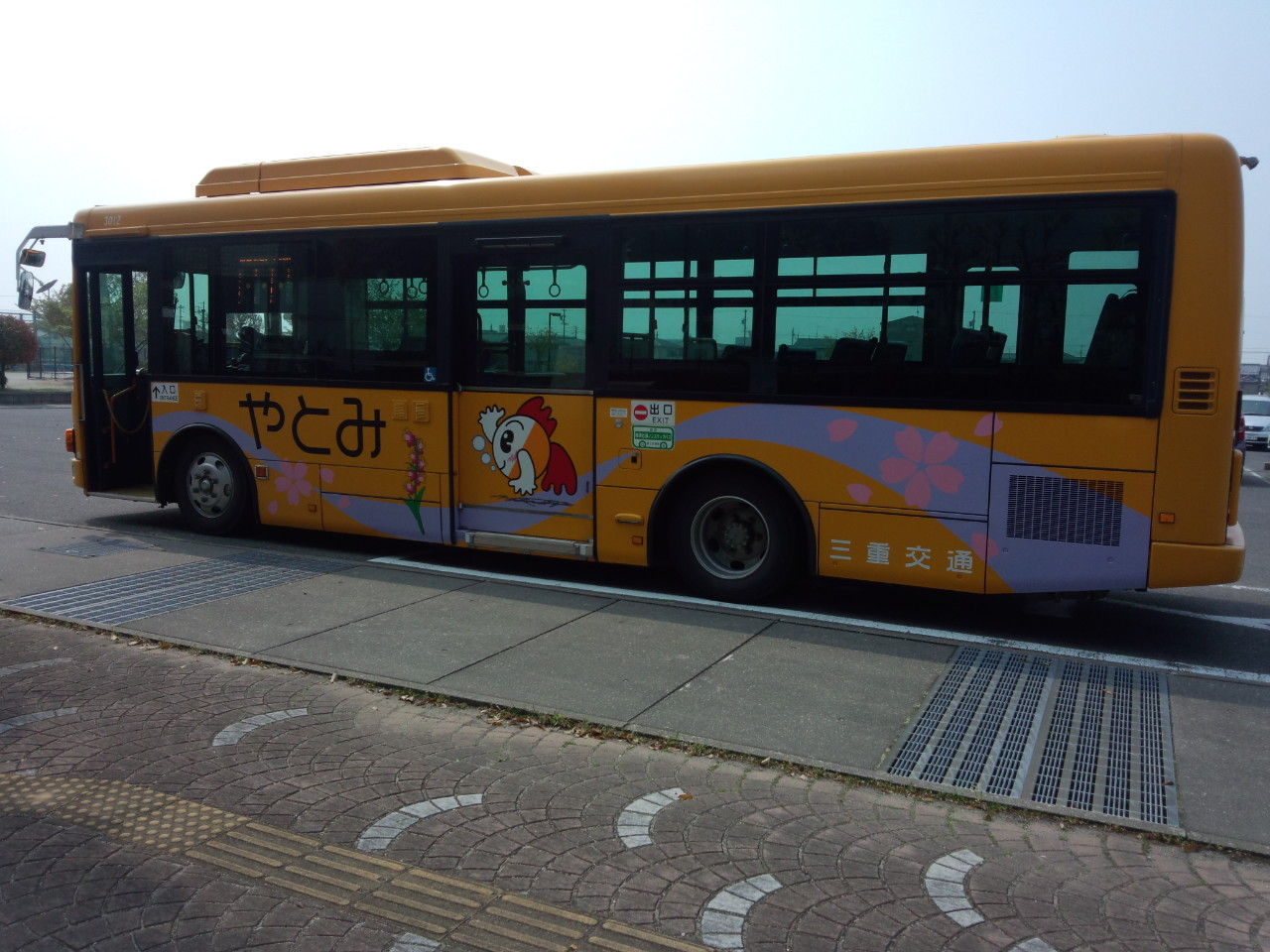
彌富市社區巴士

鐵路東海旅客鐵道關西本線和近畿日本鐵道名古屋線都以東西向通過轄區北部的主要市區，往東可進入名古屋市市區，往西可接往三重縣，在轄內分別設有彌富車站和近鐵彌富車站，兩個車站雖然無法站內轉乘，但步行距離僅有150公尺。此外名古屋鐵道尾西線則是以彌富車站為起點，可往北經愛西市通往位於名古屋市西北側的一宮市。
高速公路東名阪自動車道、伊勢灣岸自動車道和公路國道1號、國道23號分別從彌富市的北端和南端通過，往東同樣可接入名古屋市周邊的高速公路路網，往西則是接入三重縣的公速公路網；公路國道155號則是以彌富市市區為起點，往北開始繞行名古屋市外圍郊區一圈。
市區內的客運路線主要由彌富市政府委託三重交通經營的彌富市社區巴士負責，以近鐵彌富車站和佐古木車站開設三條路線，分別可通往市內的北部、東部、南部三個區域；東南側飛島村的飛島公共交通巴士的蟹江線為了前往位於蟹江町的近鐵蟹江車站，也有自彌富市的最東側通過。此外，三重交通也有經營自桑名市往返名古屋市的客運路線，會沿著國道1號和國道23號分別通過彌富市轄內，因此藉由三重交通的客運路線也可直接自名古屋市或是桑名市前往彌富市內。

### 鐵路
- 東海旅客鐵道
  - 關西本線：（←愛西市） - 彌富車站 - （桑名市→）
- 近畿日本鐵道
  - 名古屋線：（←愛西市） - 佐古木車站 - 近鐵彌富車站 - （桑名市→）
- 名古屋鐵道
  - 尾西線：彌富車站 - 五之三車站 - （愛西市→）

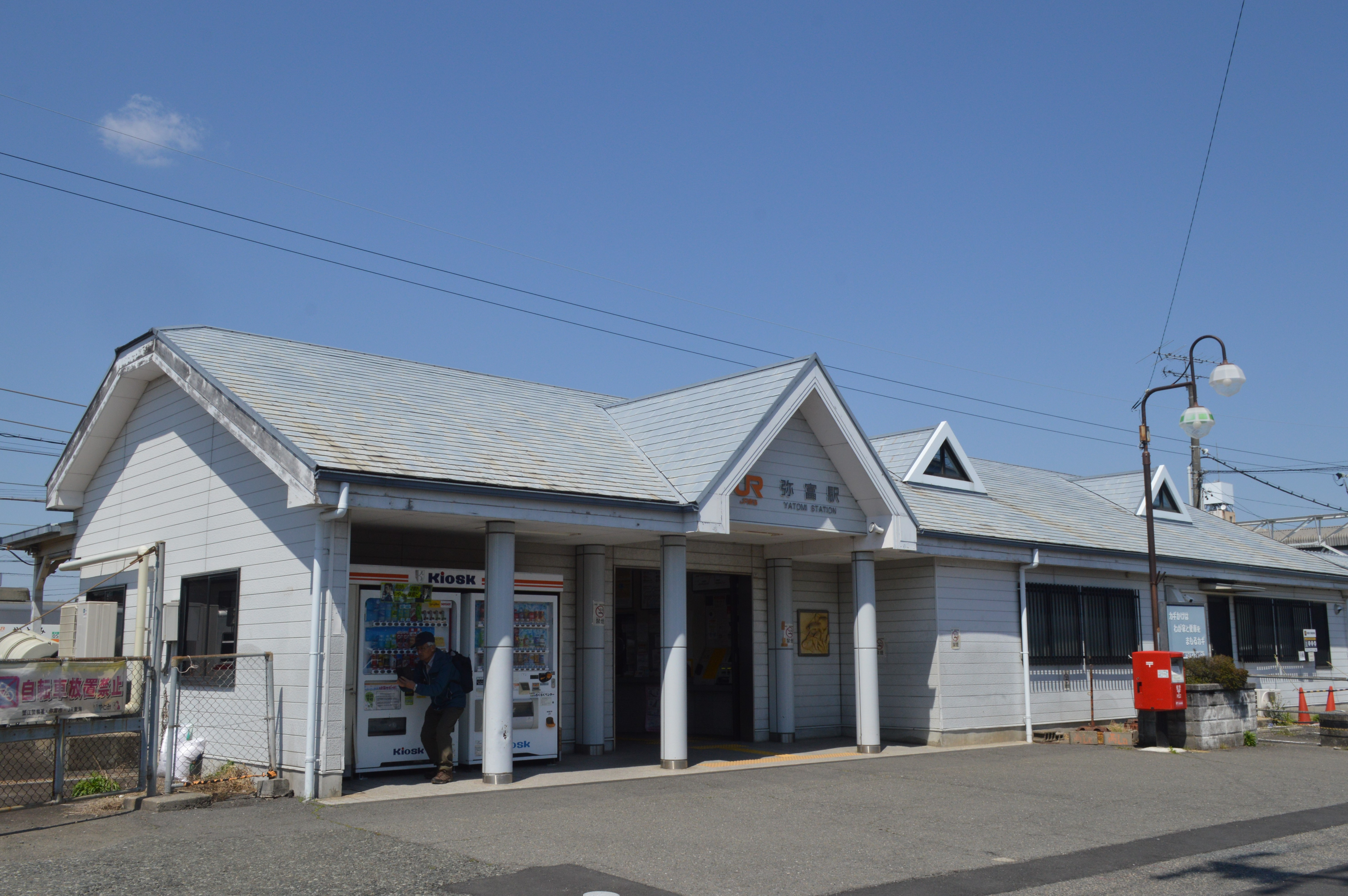
JR彌富車站
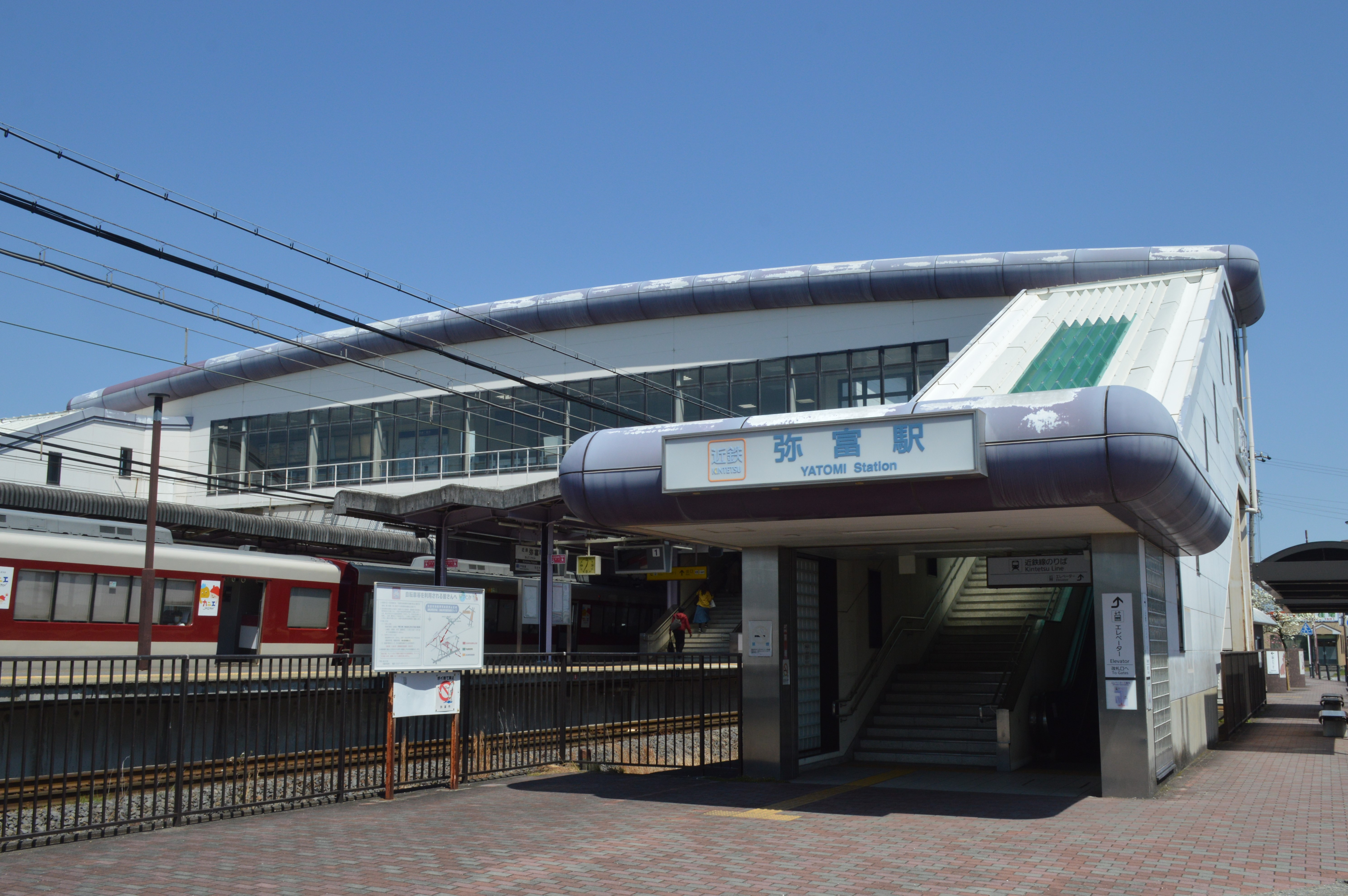
近鐵彌富車站南口
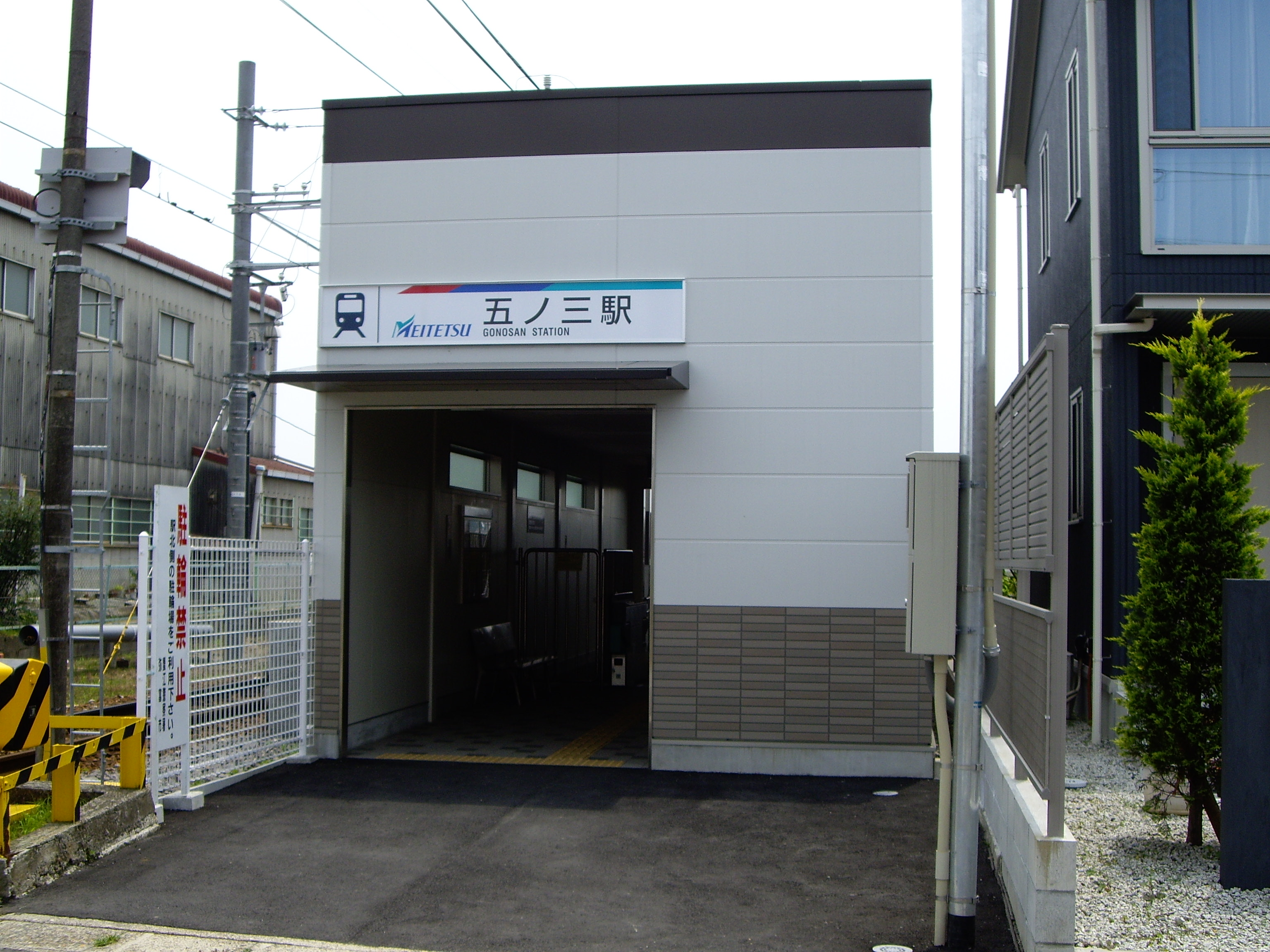
五之三車站

### 公路
高速公路
- 東名阪自動車道：（愛西市） - 彌富交流道（日语：弥富インターチェンジ） - （桑名市）
- 伊勢灣岸自動車道：（飛島村） - 灣岸彌富交流道 - 彌富木曾岬交流道 - （桑名市）

## 觀光資源
在轄區南側靠近名古屋港鍋田碼頭處，有一片約36公頃的區域被劃為愛知縣彌富野鳥園，不過其中的33公頃區域被劃為保護區，並不對外開放，僅在其餘的3公頃的區域中規劃了展示室、草原、林地、水池供民眾觀察野鳥。
由於彌富市為日本著名的金魚產地，在主要市區南側的彌富市歴史民俗資料館內因此展示了日本多種金魚品種。
在主要市區東南側也有愛知縣立占地面積約十公頃的海南兒童之國。彌富金魚漁業協同組合每年也會以金魚為主題，在此舉辦金魚日本一大會。

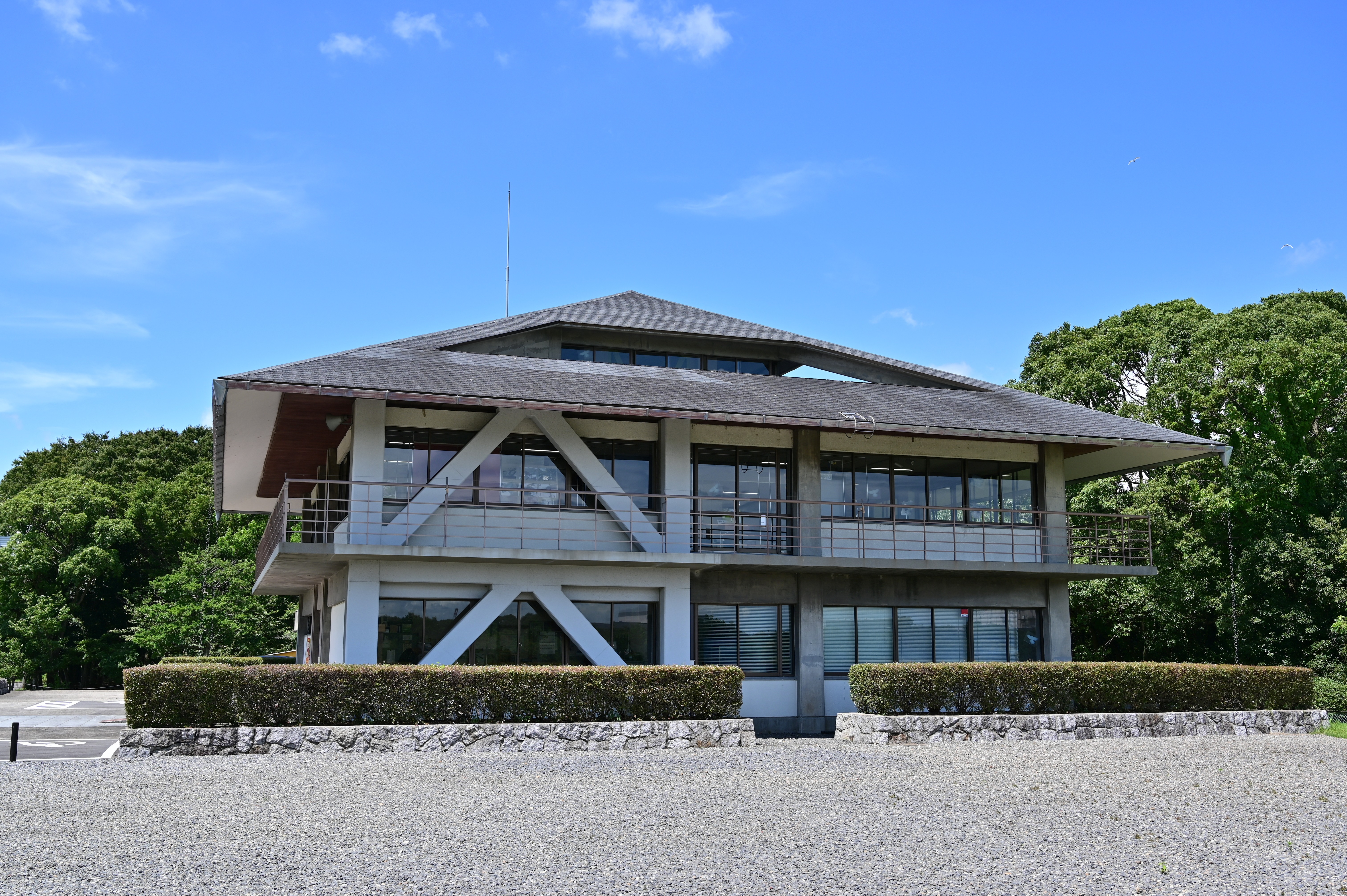
愛知縣彌富野鳥園本館
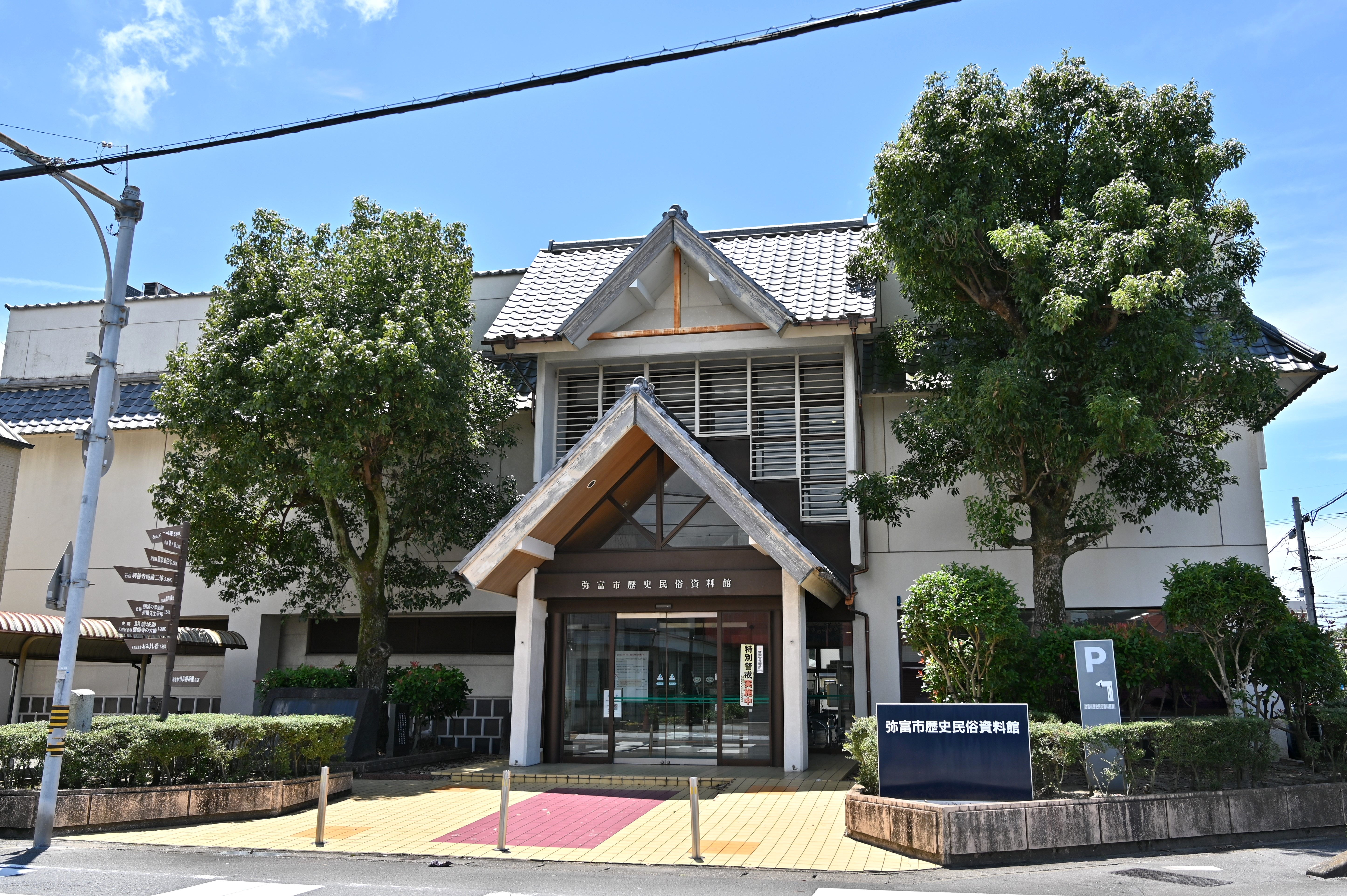
彌富市歴史民俗資料館
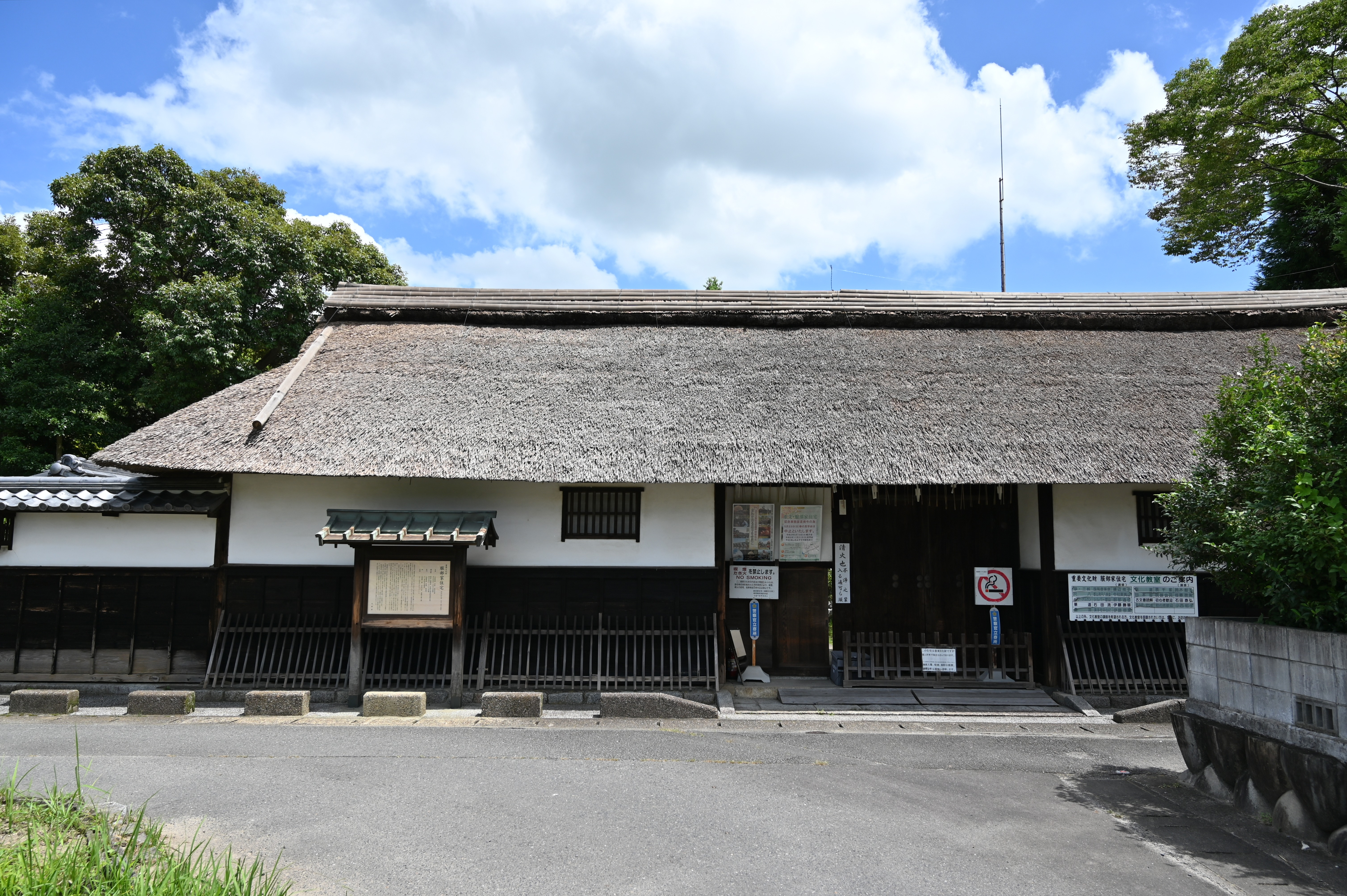
服部家住宅
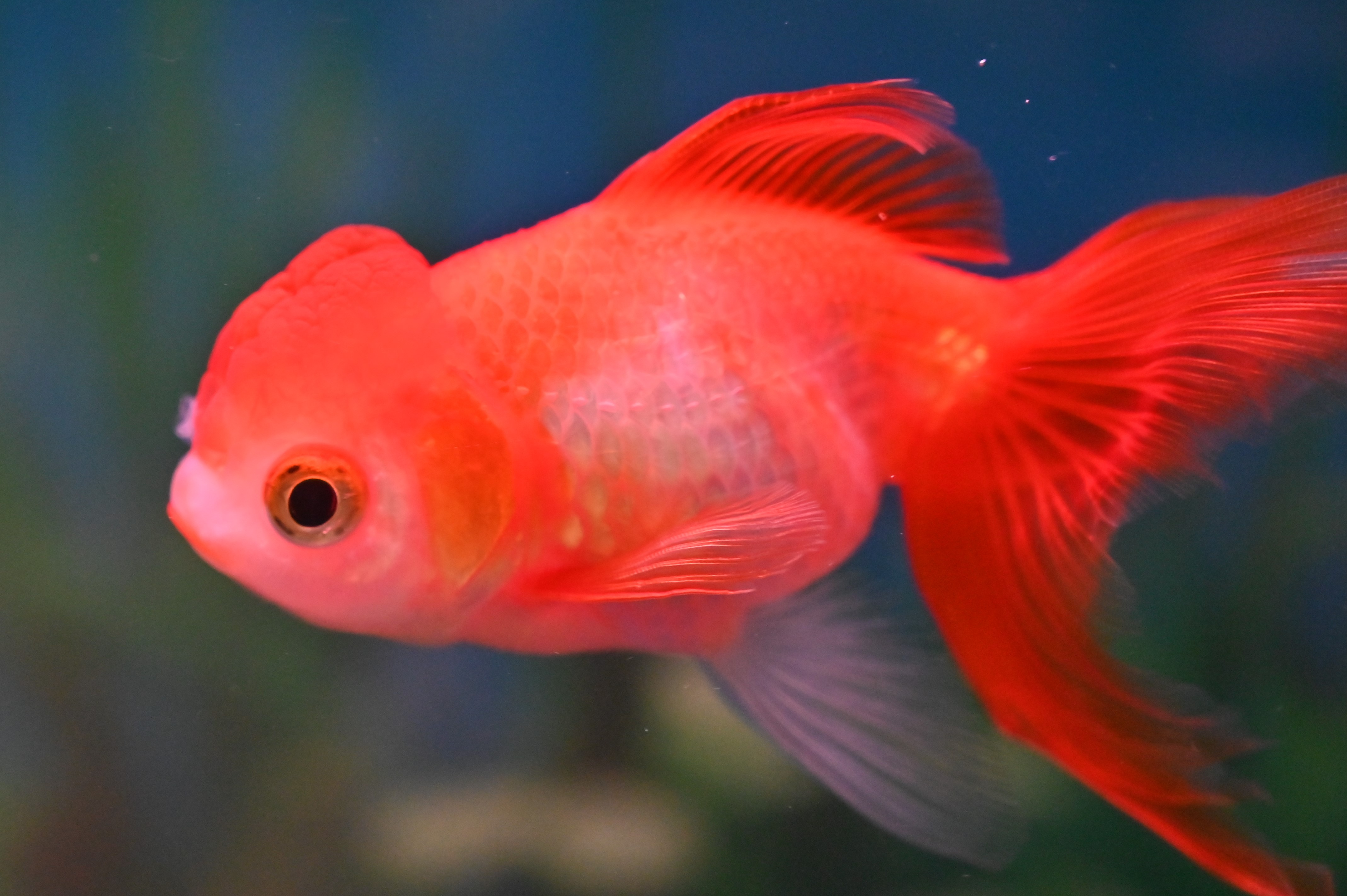
彌富金魚

## 外部連結
- （日語） 彌富市的X（前Twitter）
- （日語） YouTube上的彌富市政府頻道